# エリック・サティ
エリック・アルフレッド・レスリ・サティ（仏: Éric Alfred Leslie Satie、1866年5月17日 - 1925年7月1日）は、フランスの作曲家。オンフルール生まれ、オンフルールおよびパリ育ち。
「音楽界の異端児」「音楽界の変わり者」の異名で知られる。ドビュッシーやラヴェルに影響を与えた。

## 生涯

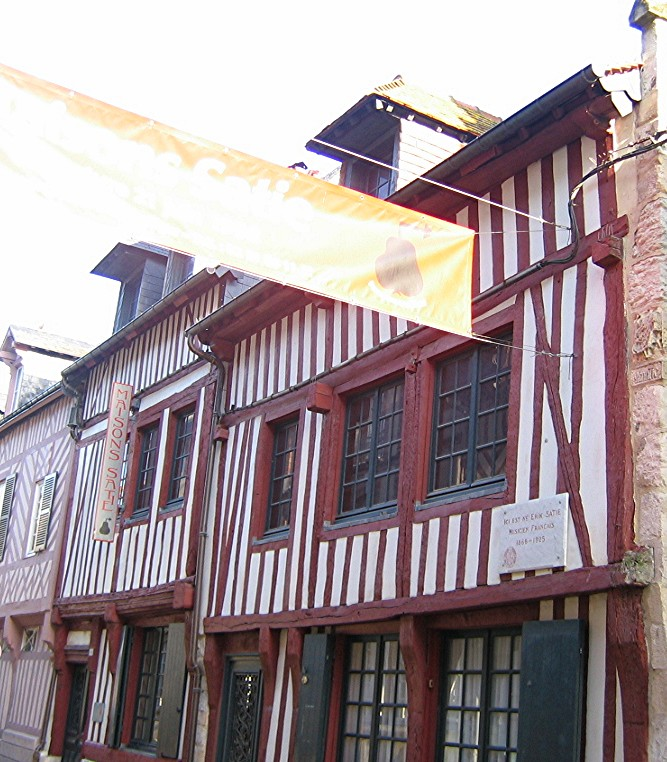
サティの生家。（オンフルール）

1866年5月17日、海運業を営むアルフレッド・サティ (Alfred Satie)、とスコットランド系イギリス人の妻ジェーン・レスリ・アントン（Jane Leslie Anton、英語発音音写ではジェイン）との子（長男）としてフランス第二帝政時のオンフルールに生まれる。1年後、サティ夫妻は娘オルガを、1869年には次男コンラッドをもうけた。エリック含む子どもたちは英国国教会で洗礼を受けた。
1870年、父は海運業を辞め、一家はパリに移住する。幼少期からエリックの家族はオンフルールとパリとの間を往き来していた。1872年、母が亡くなり、エリックはオンフルールにある生家で暮らす父方の祖父母に預けられた。それまでイギリス国教会の信者として育てられてきたエリックは、この時カトリックに改宗している。
パリ音楽院在学中、指導教授から才能が無いと否定され、1885年に2年半あまりで除籍になった。その間、1884年に処女作のピアノ小品『アレグロ』を作曲した。そのほか、『オジーヴ』、『ジムノペディ』、『グノシエンヌ』などを発表。
1887年からモンマルトルに居住し、1890年からコルト通り (Rue Cortot) 6番地に居住。モンマルトルのカフェ・コンセール『黒猫』に集う芸術家の1人となり、プーランク、ドビュッシー、さらにコクトーやピカソらと交流（のちにカフェ・コンセール『オーベルジュ・デュ・クル』に移る）。バレエ・リュスのために『パラード』を作曲。またカフェ・コンセールのためのいくつかの声楽曲を書く。よく知られる『ジュ・トゥ・ヴー』はこの時の作品。薔薇十字団と関係し、いくつかの小品を書く。同一音形を繰り返す手法を用いた『ヴェクサシオン』『家具の音楽』なども書いた。
なお『家具の音楽』というのは彼が自分の作品全体の傾向を称してもそう呼んだとされ、主として酒場で演奏活動をしていた彼にとって、客の邪魔にならない演奏・家具のように存在している音楽というのは重要な要素だった。そのことから彼は現在のイージーリスニングのルーツのような存在であるともいえる。また『官僚的なソナチネ』『犬のためのぶよぶよとした前奏曲』『冷たい小品』『梨の形をした3つの小品』『胎児の干物』『裸の子供たち』のように、作品に奇妙な題名をつけたことでも知られる。
1893年以降、画家シュザンヌ・ヴァラドンと近しくなる。
1898年からパリの3キロメートルほど南部近郊アルクイユに居住。フランス社会党及びフランス共産党にも党籍を置いていた（当初は社会党に入党していたが、共産党結党と同時に移籍）。
1919年になるとダダイズムのトリスタン・ツァラ等と知り合い、フランシス・ピカビア、アンドレ・ドラン、マルセル・デュシャン、マン・レイなどを紹介された。最初の出会い時にツァラからレディ・メイドを贈られた。ツァラとアンドレ・ブルトンとの紛争にもツァラ側に立って仲を取り持った。
アルコール乱用のために肝硬変を患っていたサティは、1925年7月1日、パリ14区の聖ジョゼフ病院で亡くなった。59歳没。

## 年表

### 生涯

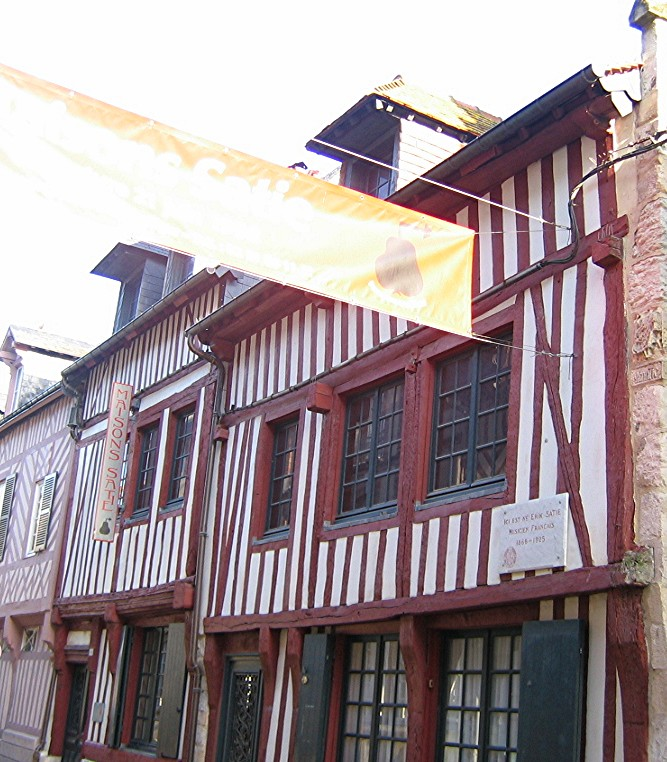
今ではサティの家と呼ばれている生家／オンフルールに所在し、一部が博物館になっている。

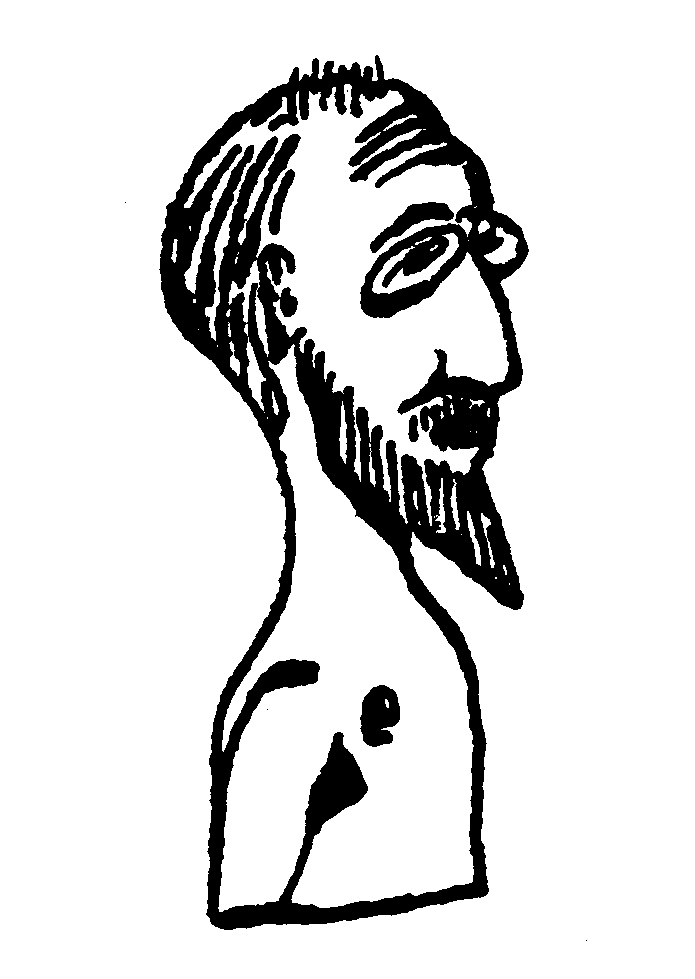
1924年3月（歳）に発表された自画像

- 1866年5月17日 - フランス第二帝政時代にノルマンディーはカルヴァドス地方の港町オンフルールで生まれる。聖公会で洗礼を受ける。
- 1870年 - 父アルフレッド・サティ (Alfred Satie) が海運業を辞め、一家はパリに移住する。
- 1872年 - スコットランド出身の母ジェーン（Jane Satie、英語発音音写ではジェイン）が死去。オンフルールに住む父方の祖父母に預けられ、カトリックとして再度洗礼を受ける。教会のパイプオルガンに魅せられて入り浸る。
- 1874年 - 祖父ジュール・サティがエリックにヴィーノのもとで音楽を学ばせる。
- 1878年 - 祖母ユラーリがオンフルールの浜辺で溺死体で発見される。サティは父のいるパリへ再度移住する。
- 1879年 - パリ音楽院に入学。父アルフレッドがピアノ教師であったユージェニ・バルネシュと再婚する。
- 1886年 - 音楽院が退屈すぎるとして退学する。
- 1887年 - シャンソン酒場のピアノ弾きになる。当時20-21歳。
- 1889年 - パリ万国博覧会で日本の歌謡に触れる。
- 1890年 - 薔薇十字団の創始者であるジョセファン・ペラダンと出会う。
- 1891年 - 聖杯の薔薇十字団聖歌隊長に任命される。
- 1893年 - 画家シュザンヌ・ヴァラドンと交際を始め、彼女に300通を超える手紙を書く。しかし、6か月後に絶交している。
- 1904年 - スコラ・カントルムに入学。
- 1905年 - シュヴィヤール演奏会の会場で雨傘で決闘し、警察に留置される。当時38-39歳。
- 1908年 - スコラ・カントルムを卒業。パリ郊外アルクイユの急進社会主義委員会に入党する。
- 1914年 - 詩人ジャン・コクトーと知り合う。
- 1919年 - パリで活動するダダイスムの芸術家たちと交流し、自身もメンバーとなる。当時52-53歳。
- 1925年7月1日 - アルコール乱用のために肝硬変を患っていたが、聖ジョゼフ病院（フランス語版）にて59歳で死去した。その後間もなくしてアルクイユの共同墓地 (Cemetery) [1]に埋葬された。

### 没後
- 1992年10月26日 - 生家（フランス語版）の一部である13世紀建造のファサードと屋根が歴史的記念物に登録される。

## 作風
それまでの調性音楽のあり方が膨張していた時代に、彼は様々な西洋音楽の伝統に問題意識を持って作曲し続け、革新的な技法を盛り込んでいった。たとえば、若い頃に教会に入り浸っていた影響もあり、教会旋法を自作品に採り込んだのは、彼の業績の一つである。そこでは調性は放棄され、和声進行の伝統も無視され、並行音程・並行和音などの対位法における違反進行もが書かれた。
後にドビュッシーやラヴェルも、旋法を扱うことによって、既存の音楽にはなかった新しい雰囲気を醸し出すことに成功しているが、この大きな潮流は、サティに発するものである。
生涯サティへの敬意について公言し続けたラヴェルは、ドビュッシーこそが並行和音を多く用いた作曲家だと世間が見なしたことに不満を呈しており、その処女作『グロテスクなセレナード』において既にドビュッシーよりも自分が先に並行和音を駆使したと述べ、それがサティから影響を受けた技法であることにも触れている。
また、彼の音楽は厳密な調性からはずれた自由な作風のため、調号の表記も後に捨てられた。したがって、臨時記号は1音符ごとに有効なものとして振られることになった。拍子についても自由に書き、拍子記号・小節線・縦線・終止線も後に廃止された。調号を書かずとも、もしそこの音の中に調性があればそれが現実であり、拍子記号や小節線などを書かずとも、もしそこの音の中に拍子感があればそれが現実であるとみなしていたため、実際には、それらが書かれていないからといって、調性や拍子が必ずしも完全に存在しないわけではなかった。散文的に、拍節が気紛れに変動するような作品も多く存在し、調性とはほど遠い楽句や作品も多く生み出されている。これらは、どんな場合にも完全に放棄されたわけでなく、最晩年の『ノクターン』や『家具の音楽』のように、読譜上の便宜面からの配慮によって、拍子記号・調性記号・小節線を採用した作品がまれにある。
拍子のあり方についての新しい形は、特にストラヴィンスキーがそれを受け継ぎ、大きく発展させ、後のメシアンへと続くことになった革新の発端と見なされている。また、記譜法についての問題提起は、後の現代音楽における多くの試みの発端とされ、図形楽譜などにまでつながる潮流の源流になっている。
調性崩壊のひとつの現象として、トリスタン和音が西洋音楽史上の記念碑と見なされているが、それが依然として3度集積による和声だったのに対し、サティは3度集積でない自由で複雑な和音を彼の耳によって組み込んだ。これは、解決されないアッチャカトゥーラや3度集積によらない和音を書いたドメニコ・スカルラッティ以降はじめての和声的な革新とされている。この影響によって、印象主義からの音楽においては、自由な和声法による広い表現が探求されることになった。
また、音楽美学的見地においても彼は多くのあり方を導入したとされ、鑑賞するだけの芸術作品ではない音楽のあり方をも示した。『家具の音楽』に縮約されているように、ただそこにあるだけの音楽という新しいあり方は、ブライアン・イーノやジョン・ケージたちによる環境音楽に影響を与えた。また、『ヴェクサシオン』における840回の繰り返し・『古い金貨と古い鎧』第3曲結尾部における267回の繰り返し・『スポーツと気晴らし』第16曲「タンゴ」や映画『幕間』のための音楽における永遠の繰り返しは、スティーヴ・ライヒたちによるミニマル・ミュージックの先駆けとされている。
サティが始めた多くの革新は、過去の音楽や、他の民族音楽などの中に全くないものではなかったものの、ほとんどが彼独自のアイデアにもとづいたものであるため、現代音楽の祖として評価は高く、多くの作曲家がサティによる開眼を公言している。
最後の作品となったバレエ『本日休演』では、幕間に上映された映画『幕間』のための音楽も担当した。またその映画の中でフランシス・ピカビアと共にカメオ出演もしており、最晩年の姿を見ることができる。

## 作品

### 舞台作品
- あやつり人形劇『ブラバンのジュヴィエーヴ』- 1899年
- 喜歌劇『思春期』（別名「愛の芽生え」「いとしい奴」とも）
- 劇付随音楽『星たちの息子』（フルート・ハープによる原曲は消失）- 1891年
- バレエ音楽『ユスピュ』- 1892年
- 喜歌劇『メドゥーサの罠』- 1913年（脚本・作曲）
- バレエ音楽『パラード』- 1917年
- 交響劇『ソクラテス』- 1920年
- グノーの歌劇『にわか医師』のためのレチタティーヴォ - 1923年
- パントマイム『びっくり箱』- 1929年（編曲）
- バレエ音楽『メルキュール』- 1924年
- バレエ音楽『本日休演（ルラーシュ）』- 1924年
  - バレエ幕間に上映された「映画『幕間』のための音楽」を含む

- 「救いの旗」のための頌歌
- ナザレ人
- 天国の英雄的な門への前奏曲
- 夢見る魚
- サーカス劇『5つのしかめっ面』- 1914年

### ピアノ曲
作曲年代順に記載する。
- アレグロ（フランス語版）
- ワルツ＝バレエ - 1885年
- 幻想ワルツ - 1885年
- 4つのオジーヴ（尖弓形）- 1886年
- 3つのサラバンド - 1887年
- 3つのジムノペディ - 1888年
- グノシエンヌ（6曲）- 1890年
- 薔薇十字教団の最初の思想 - 1891年
- 「星たちの息子」への3つの前奏曲 - 1891年
- 「パンセ」のライトモティーフ - 1891年
- バラ十字教団のファンファーレ - 1892年
- ナザレ人の前奏曲I、II - 1892年
- エジナールの前奏曲 - 1892年?
- 祈り - 1893年から1895年（断片）
- ヴェクサシオン（嫌がらせ） - 1893年から1895年
- ゴシック舞曲（副題「我が魂の大いなる静けさと堅固な平安のための9日間の祈祷崇拝と聖歌隊的協賛」）- 1893年
- 天国への英雄的な門への前奏曲 - 1894年
- 冷たい小品（英語版） - 1897年
- ビックリ箱 - 1899年
- 舞踏への小序曲 - 1900年
- 貧しき者の夢想（Robert Cabyによる校訂）- 1900年
- 世俗的で豪華な唱句 - 1900年
- 愛撫 - 1897年
- ジュ・トゥ・ヴー - 1900年
- 夢見る魚 - 1901年
- 金の粉（英語版） - 1902年
- 梨の形をした3つの小品（4手連弾）- 1903年
- エンパイア劇場のプリマドンナ - 1904年
- 壁紙的な前奏曲 - 1906年
- パッサカリア - 1906年
- 12の小コラール - 1906年
- フーガ・ワルツ - 1906年
- 新・冷たい小品 - 1906年?
- 不愉快な概要（4手連弾）- 1908年から1912年
- 2つの夜の夢 - 1911年
- 馬の装具で（4手連弾）- 1911年
- 〈犬のための〉ぶよぶよした前奏曲 - 1912年
- 〈犬のための〉ぶよぶよした本当の前奏曲 - 1912年
- 自動記述法 - 1913年
- 干からびた胎児 - 1913年
- あらゆる意味にでっちあげられた数章 - 1913年
- でぶっちょ木製人形へのスケッチとからかい - 1913年
- 古い金貨と古い鎧 - 1913年
- 子供の音楽集 - 1913年
- 新・子供の音楽集 - 1913年
- 世紀的な時間と瞬間的な時間 - 1914年
- 嫌らしい気取り屋の3つの高雅なワルツ - 1914年
- スポーツと気晴らし（全21曲）- 1914年
- 5つのしかめっ面 - 1915年。サティによるオーケストラ版は現存するが、サティのピアノ・スケッチは紛失。ミヨー、高橋アキによるピアノ独奏用の編曲版がある。
- 最後から2番目の思想 - 1915年
- 官僚的なソナチネ（全3楽章）- 1917年
- 5つの夜想曲（3つの夜想曲 + 第4と第5の夜想曲）- 1919年
- パンダグリュエルの幼年時代の夢 - 1919年
- 最初のメヌエット - 1920年
- 風変わりな女（管弦楽曲、または4手連弾）-　1920年
- シネマ - 1924年

- ピカデリー

1. 童話音楽の献立表
2. 絵に描いたような子供らしさ
3. はた迷惑な微罪

- メドゥーサの罠
- 踊る操り人形
- ラグ・タイム・パラード
- パラード
- 組み立てられた3つの小品（4手連弾と小管弦楽団）
- ハンガリーの歌 - 1889年のパリ万博で聞いたハンガリー音楽を採譜したもの。サティの作品ではない。
- 「ヒザンティン帝国の王子」前奏曲（消失）
- クリスマス（消失）
- 詩篇（消失）
- バレエのための物語（消失）
- アリーヌ・ポルカ
- 2つの物
- バスクのメヌエット
- 不思議なコント作家
- ピエロの夕食
- シャツ

- 野蛮な歌
- 皿の上の夢
- 薔薇の指への夜明け
- 若い令嬢のためにノルマンディの騎士によって催された祝宴

### その他の器楽曲
- 右や左に見えるもの〜眼鏡無しで（全3曲、ヴァイオリンとピアノ）- 1914年から1915年
- 家具の音楽 - 1920年
- いつも片目を開けて眠るよく肥った猿の王様を目覚めさせる為のファンファーレ（2トランペット）- 1921年
- 2つの弦楽四重奏曲 - 作曲年不詳
- 再発見された像の娯楽（オルガンとトランペット）
- シテール島への船出（ヴァイオリンとピアノ）

### 宗教曲
- 貧者のミサ
- 信仰のミサ（オルガン曲）（消失）

### 歌曲
- 3つの歌曲
- 花
- シャンソン
- やさしく
- こんにちは、ビキ
- エリゼ宮の晩餐会
- 男寡
- 魔女
- ピカドールは死んだ
- 子供の殉教
- 空気の幽霊
- オックスフォード帝国（歌詞散逸）
- 歌詞のない3つの歌曲
- いいともショショット
- 中世の歌
- 3つの恋愛詩
- 4つのささやかなメロディ
- 潜水人形
- 十代の合唱
- 神の赤い信条
- ベストを着た肖像
- おーい！ おーい！
- 医者の家で
- 戦いの前日
- ポールとヴィルジニー
- 大きな島の王様
- ロクサーヌ（消失）
- 乗り合いバス
- カリフォルニアの伝説
- ジュ・トゥ・ヴー

## 語録
- 「肝心なのはレジオン・ドヌール勲章を拒絶することではないんだよ。なんとしても勲章など受けるような仕事をしないでいることが必要なんだ」（ジャン・コクトーに対して）
- 「皆自分たちのしたいことをちょっとやりすぎると、君は思わないかい」

## 著書
翻訳書を含む。現状は翻訳書のみ。
- エリック・サティ 著、藤富保男 編訳 編『エリック・サティ詩集』思潮社、1989年12月1日。ISBN 4-7837-2411-3、ISBN 978-4-7837-2411-7、OCLC 672790706 。
- エリック・サティ 著、秋山邦晴、岩佐鉄男編訳 編『卵のように軽やかに─サティによるサティ』筑摩書房〈筑摩叢書〉、1992年。
  - エリック・サティ 著、秋山邦晴、岩佐鉄男編訳 編『卵のように軽やかに─サティによるサティ』筑摩書房〈ちくま学芸文庫〉、2014年11月10日。ISBN 4-480-09634-5、ISBN 978-4-480-09634-0、OCLC 897088391 。
- エリック・サティ 著、岩崎力 訳、オルネラ・ヴォルタ（英語版） 編『エリック・サティ文集』白水社、1997年2月1日。ISBN 4-560-03727-2、ISBN 978-4-560-03727-0、OCLC 675397997 。

## ギャラリー

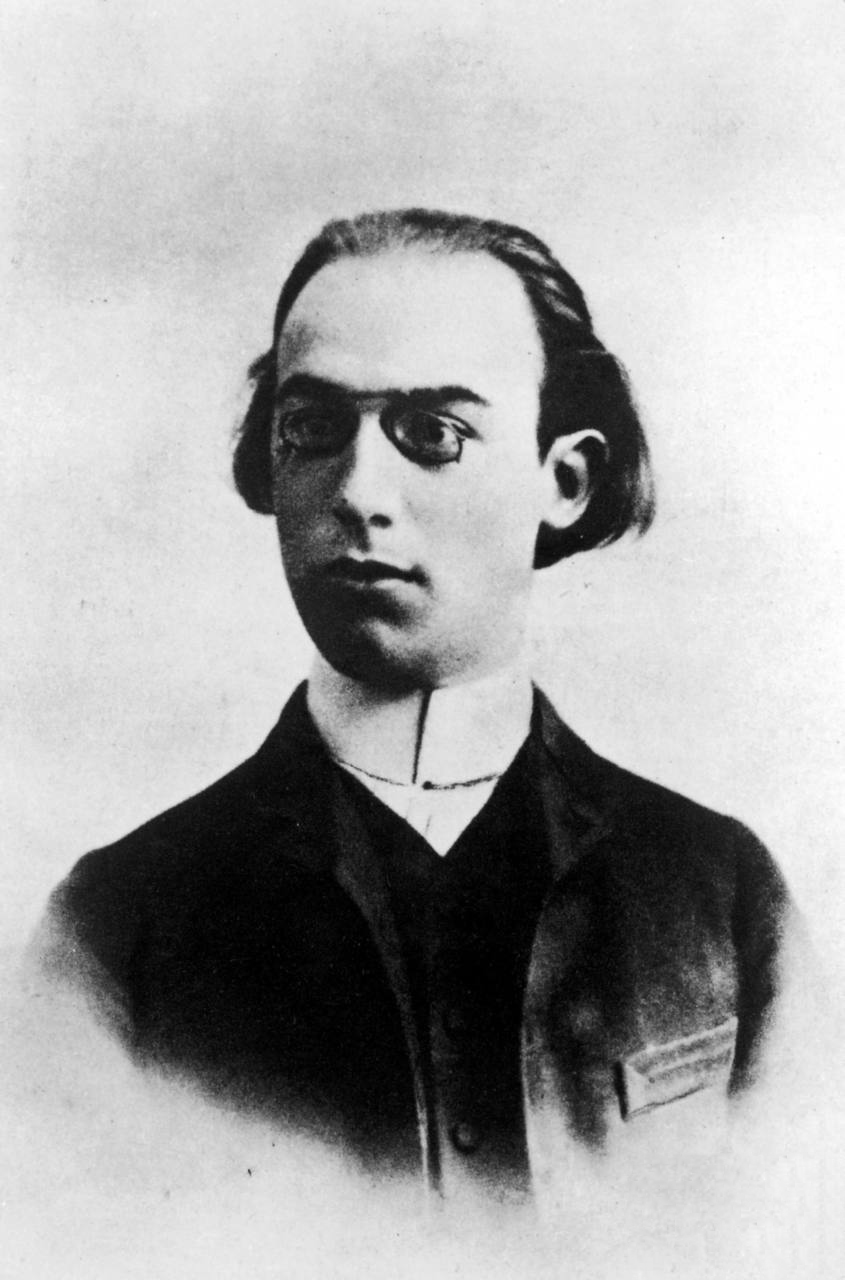
17-19歳のサティ／1884年か1885年に撮影[注 2]。
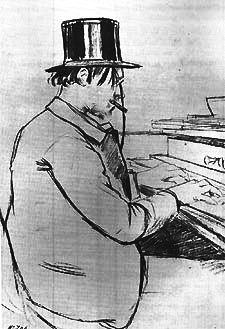
サンティアゴ・ルシニョールによる肖像画／1891年（サティ24-25歳）作の素描。
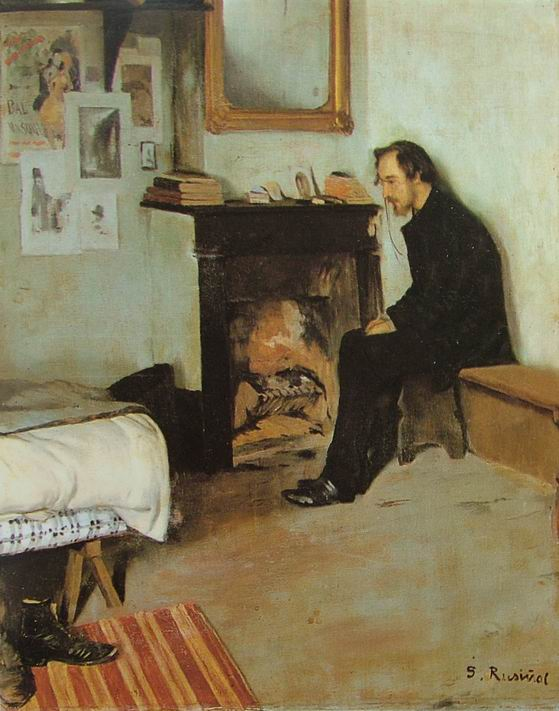
サンティアゴ・ルシニョールによる肖像画／1891年発表。
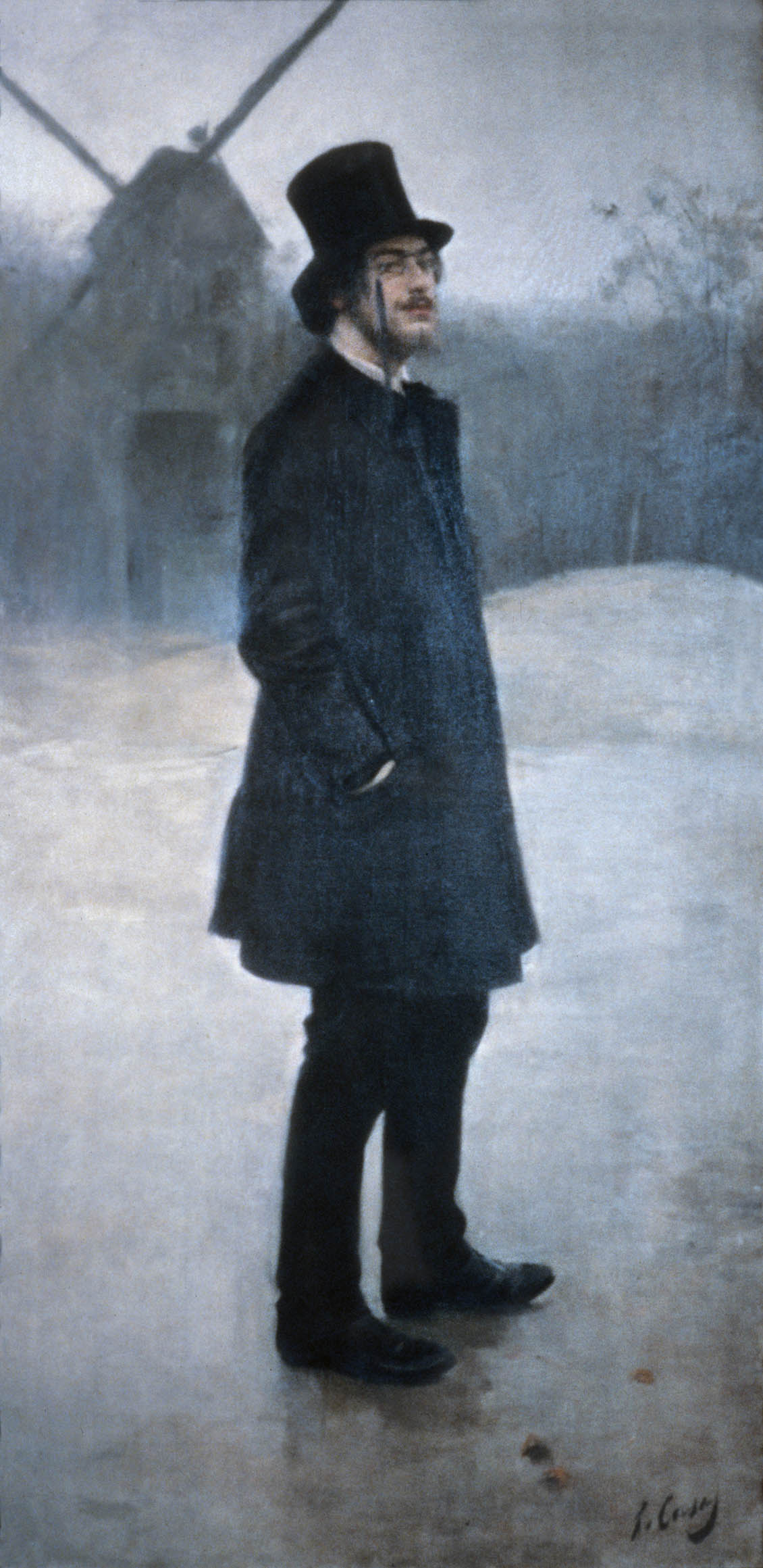
ラモン・カザスによる肖像画／1891年発表。
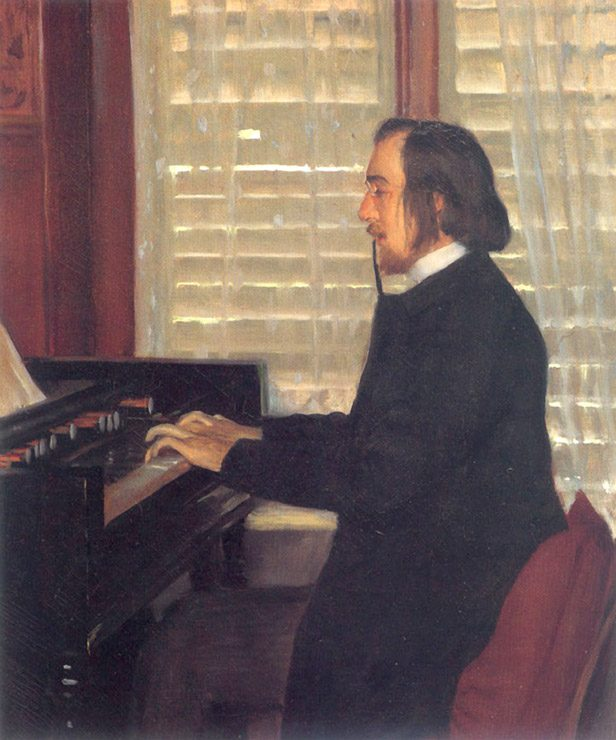
サンティアゴ・ルシニョールによる肖像画／1890年代の作と考えられる。
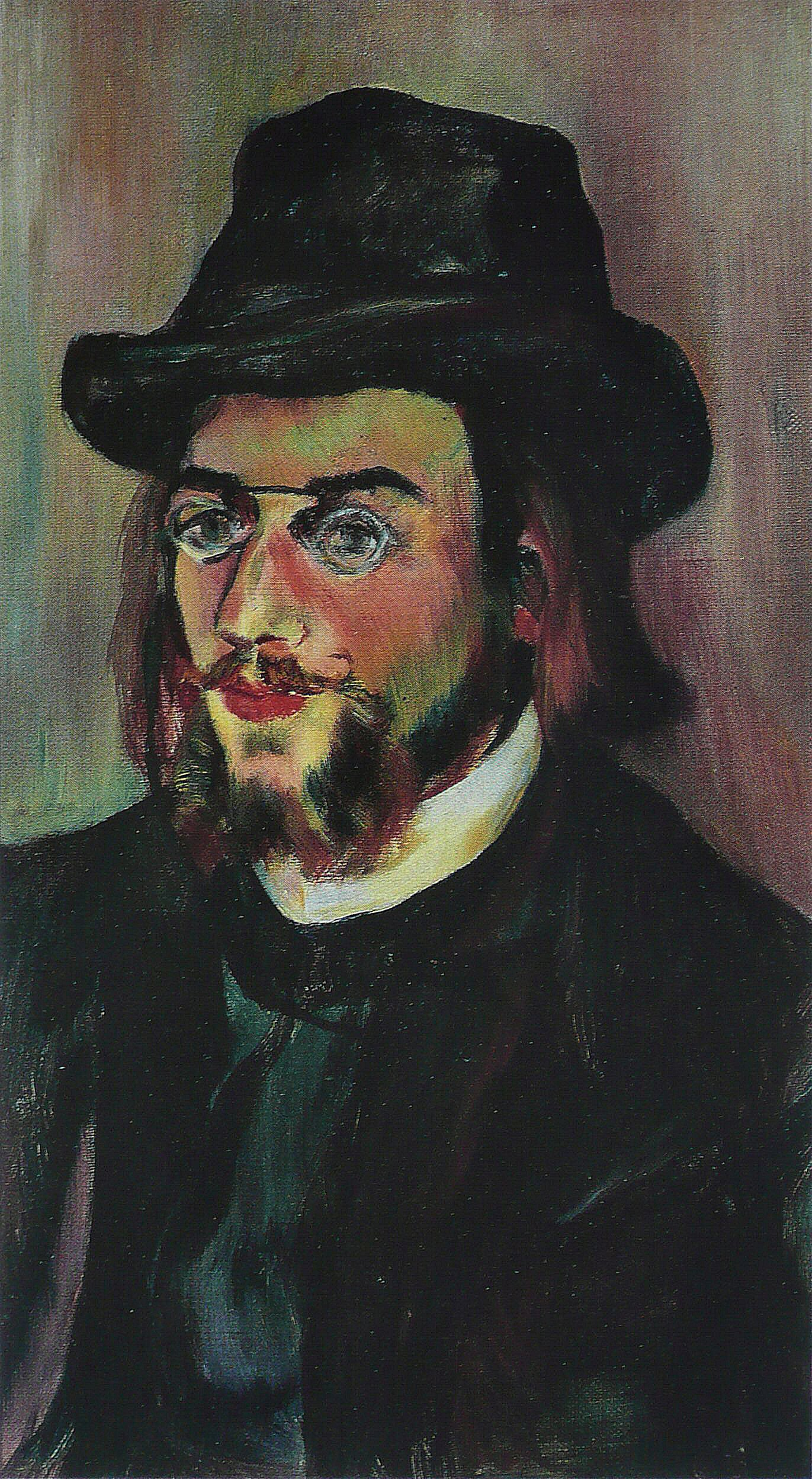
シュザンヌ・ヴァラドンによる肖像画／1893年（サティ26-27歳）発表。
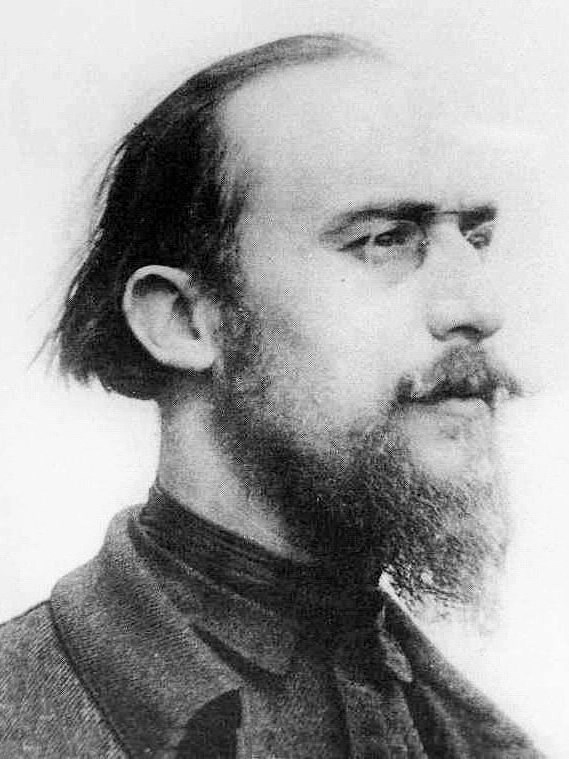
31-32歳のサティ／1898年撮影。
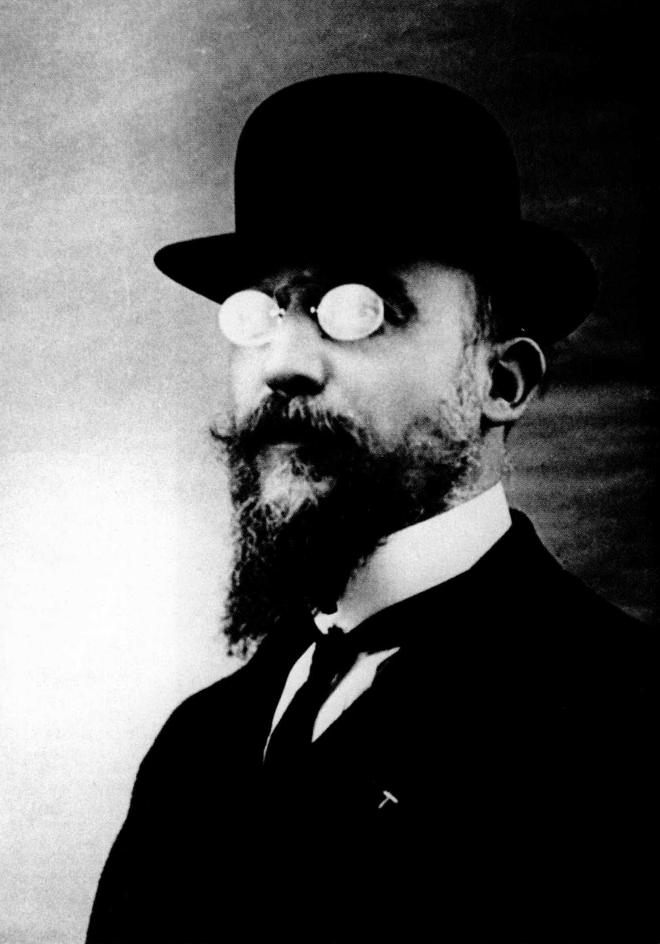
42-43歳のサティ／1909年撮影。
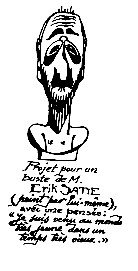
1913年（46-47歳時）発表の自画像
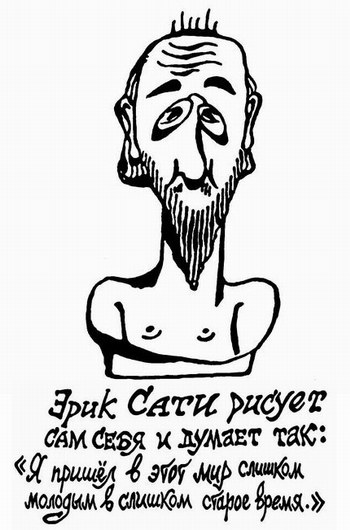
同じく1913年発表の自画像
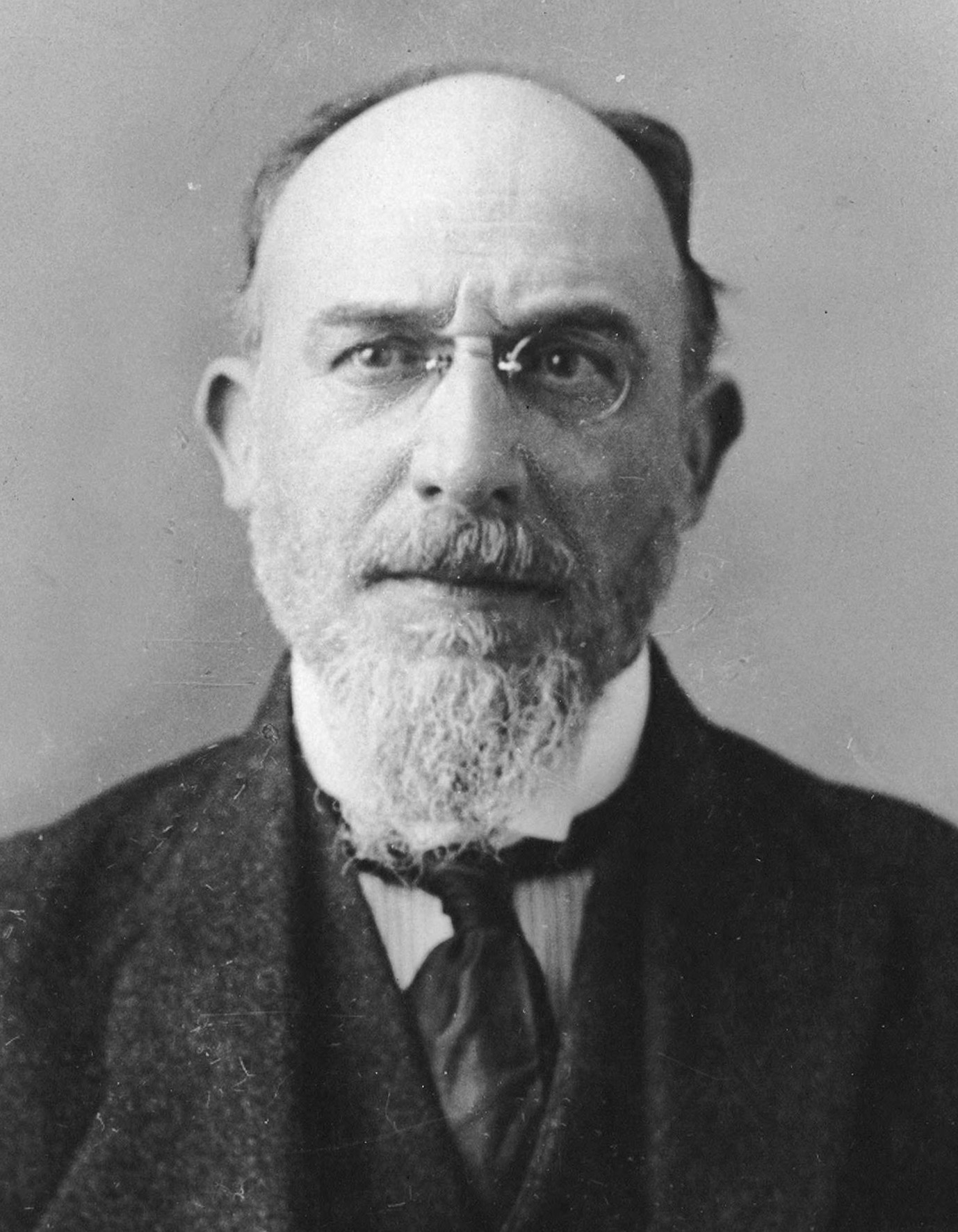
52-53歳前後のサティ／1919年撮影。
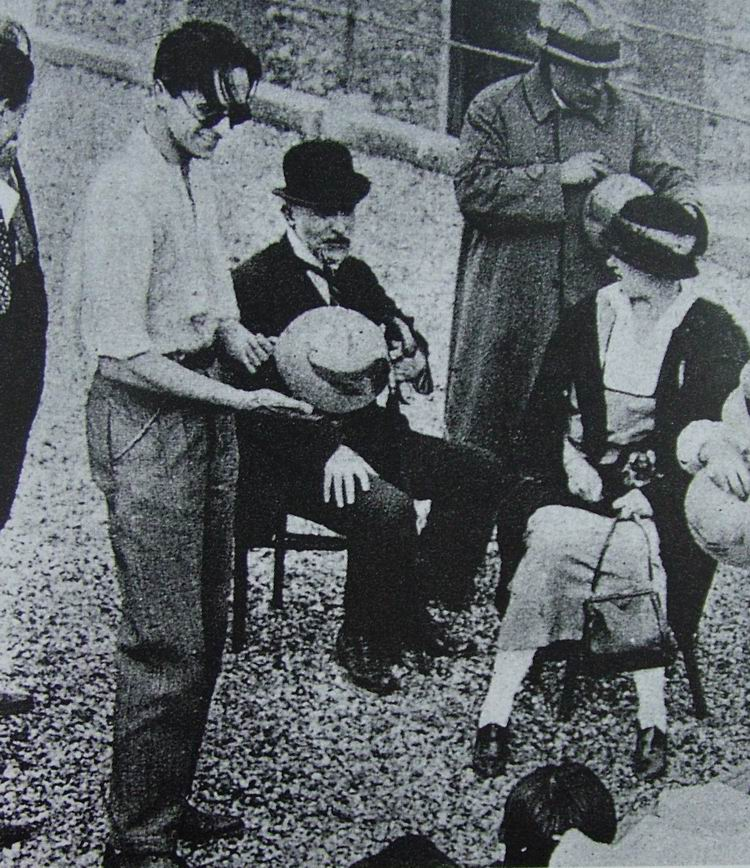
若き映画監督ルネ・クレール（25-26歳）と『幕間』の撮影に取り組む。サティ58歳、1924年11月のキャンディッド写真。
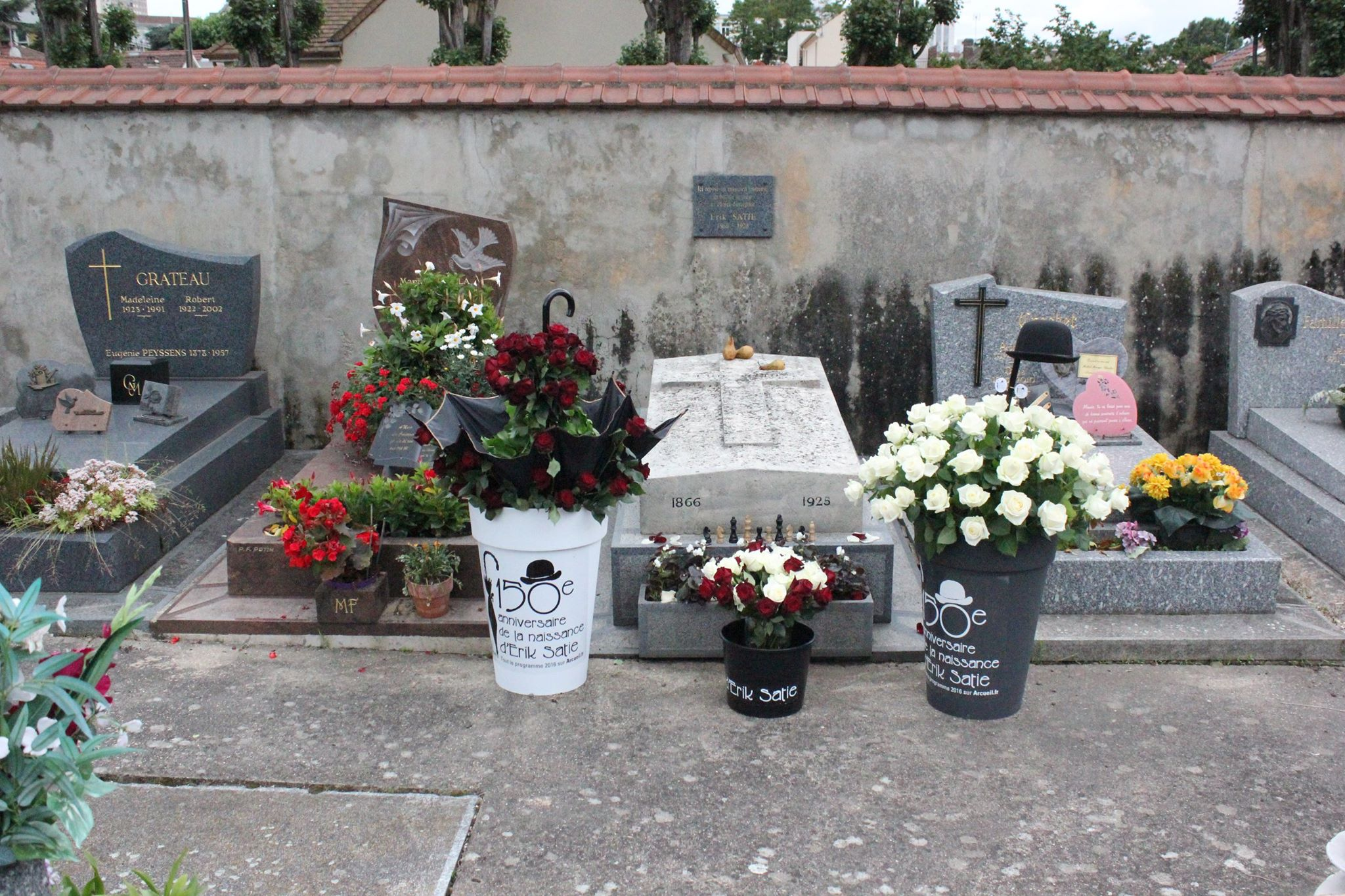
サティの墓

## 派生作品
ここでは、サティの創作活動に何らかの意味で強い影響を受けている作品について記載する。1つ目は、オリジナルからいくらか改変されてはいても、制作するに当たっての作家性の発露に留まっているもので、これを「カバー曲」および「リメイク作品」とした。2つ目は、オリジナルが持つ特徴をモチーフとして利用しているもので、これは「モチーフにした作品」とした。パロディ作品もここに分類する。3つ目は、オリジナルにインスパイアされた作品、つまり、サティの創作活動から受け取ったインスピレーションを全く異なる創作に活かした作品であり、「インスパイア作品」とした。
なお、現状では日本に偏向した内容になっている。
- 小説：新井満『ヴェクサシオン』 - 1987年の作。モチーフにした作品。
- 楽曲：Cocco「SATIE」 - アルバム『クムイウタ』（1998年リリース）所収の曲。モチーフにした作品。
- 楽曲：ALI PROJECT「JE TE VEUX (Erik Satie)」 - アルバム『神々の黄昏』（2005年リリース）に所収の曲。カバー曲。
- 楽曲：藍坊主「ジムノペディック」 - アルバム『ハナミドリ』（2006年リリース）に所収の楽曲。サティの『ジムノペディ』にインスパイアされて作られた。
  - ミュージック・ビデオ：藍坊主 (9 October 2019). 藍坊主「ジムノペディック」MV (動画共有サービス). YouTube. 2022年9月27日閲覧.視聴時間 05分20秒。
- 小説（ライトノベル）：みかづき紅月『ぶよぶよカルテット』 - 2008年刊行。モチーフにした作品。
- 小説：森絵都『アーモンド入りチョコレートのワルツ』 - 短編集。2013年刊行。サティの楽曲『アーモンド入りチョコレートのワルツ』をモチーフにした作品。
- 楽曲：「サーフサイド･サティ」 - ゲーム『太鼓の達人』の課題曲。カバー曲。初めて収録されたのは『太鼓の達人 AC9』（2006年12月20日稼働）。